# Щербиніно (Калінінградська область)
Щербиніно (рос. Щербинино) — селище Правдинського району, Калінінградської області Росії. Входить до складу Мозирського сільського поселення.
Населення —  0 осіб (2015 рік). 

## Населення
| 2002 | 2010 |
| ---- | ---- |
| 2    | ↘0   |